# Rigel (cotre)
Pour les articles homonymes, voir Rigel (homonymie).
Le Rigel (ex-Petite Jeannette) est un cotre de pêche construit en 1945 par le chantier Craipeau de Saint-Malo.
Le nom de Rigel est celui d'une étoile de la constellation d'Orion.
Le Rigel fait l’objet d’un classement au titre objet des monuments historiques depuis le 6 novembre 1992.
Il appartient depuis 2003 à l'Association L'Étoile de Binic 

## Histoire
Il a été construit en 1945 sous le nom de Petite Jeannette avec une subvention accordée au titre de dommage de guerre. En 1948, il est revendu à un retraité de la Marine marchande. Il sert principalement à la pêche au maquereau.
En 1954 il est racheté par l'École de l'administration des Affaires maritimes de Saint-Servan qui le baptise Rigel.
Après 1965, il servira quelques années au cercle nautique de la Marine marchande puis aux scouts marins avant d'être désarmé.
En 1992, alors abandonné comme épave depuis 10 ans, il est sauvé par François Robine qui décide de le restaurer. La restauration est assurée par le chantier Labbé de Saint-Malo et les travaux sont financés essentiellement par une subvention au titre des monuments historiques. Parrainé par Gérard d'Aboville il est relancé le 4 juillet 1993.

L'association malouine s'en sépare au bénéfice de la ville de Binic. L'association L'Étoile de Binic est créée en 2003 pour en assurer la gestion.